# Kamienica przy Placu Czarnieckiego 10 w Piotrkowie Trybunalskim
Kamienica przy Placu Czarnieckiego 10 (Kamienica Grabowskich) – zabytkowa kamienica z XVIII wieku, położona w Piotrkowie Trybunalskim na Starym Mieście przy Placu Czarnieckiego 10.
Pierwotna kamienica została wybudowana w XVIII wieku. W trakcie pożaru Piotrkowa w 1786 roku należała do nielicznych nieuszkodzonych budynków. W 1808 roku na działce znajdowały się dwa obiekty – kamienica frontowa kryta gontem oraz tylna, kryta dachówką. Przed rokiem 1871 piętrowa była tylko wschodnia część budynku, zaś według informacji z 1871 roku piętrowa była już cała kamienica.
W połowie XVIII w. nieruchomość należała do Marianny z Kochanowskich Pieściochowej. Kolejnymi właścicielami budynku była m.in. rodzina greckiego pochodzenia o przybranym nazwisku Grabowski oraz rodzina Sokołowskich (od 1910 roku). W 1972 roku obiekt został zakupiony przez Oddział Polskiego Towarzystwa Turystyczno-Krajoznawczego im. Michała Rawity Witanowskiego w Piotrkowie.
Kamienica ma dwie kondygnacje. Front budynku skierowany jest do Placu Czarnieckiego, zaś bok do Rynku Trybunalskiego. Dom zbudowany jest z cegły, zaś dach pokrywa dachówka ceramiczna. Na fasadzie znajdują się dobrze zachowane dekoracje stiukowe w postaci obramowań okiennych oraz korynckich pilastrów. Sztukateria na parterze fasady nosi cechy stylu rokoko, zaś na piętrze – klasycyzmu.
Pod koniec XVIII w. w kamienicy została ulokowana cerkiew prawosławna z greckim językiem liturgicznym, przeniesiona później do nowej cerkwi Wszystkich Świętych, wyświęconej w 1848 roku. W drugiej połowie XIX w. w budynku mieściła się cukiernia z piecami w piwnicach. Współcześnie w kamienicy mieści się piotrkowski oddział PTTK, a także lokale usługowe. 
Obiekt wpisany jest do rejestru zabytków pod numerem 666 z 12.09.1967. Znajduje się też w gminnej ewidencji zabytków miasta Piotrkowa Trybunalskiego.

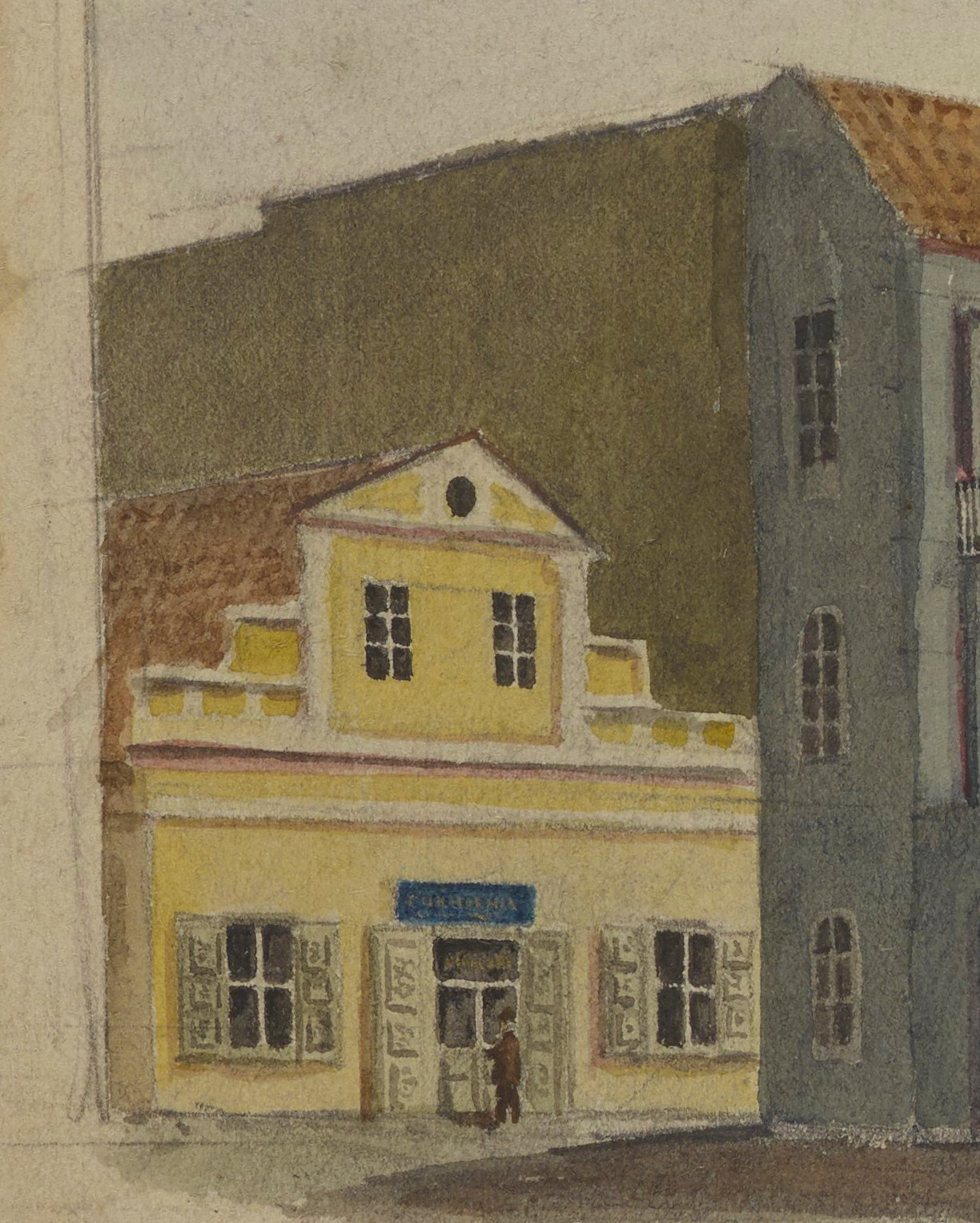
Widok parterowej części od strony Rynku przed 1868
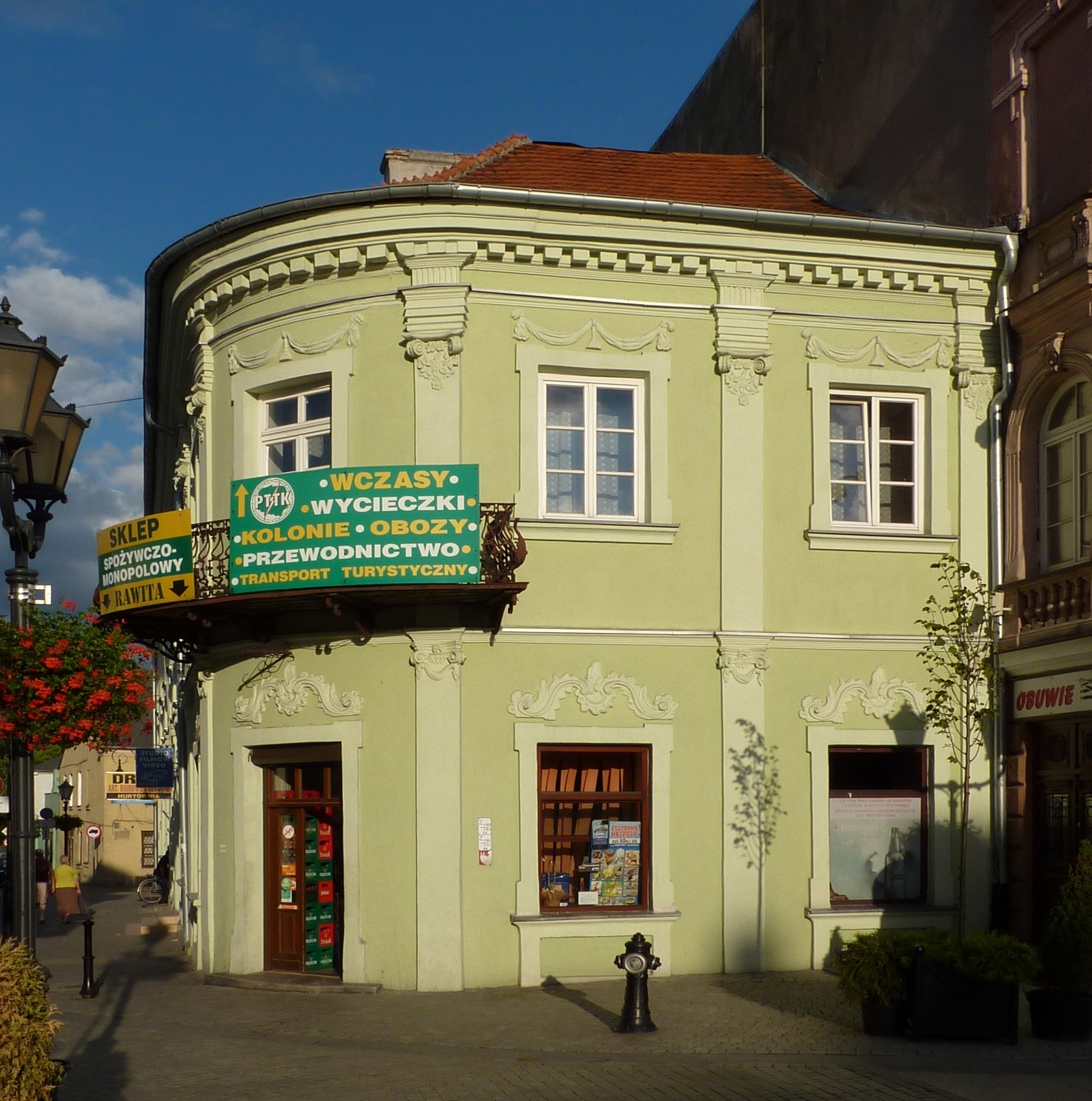
Widok od Rynku Trybunalskiego
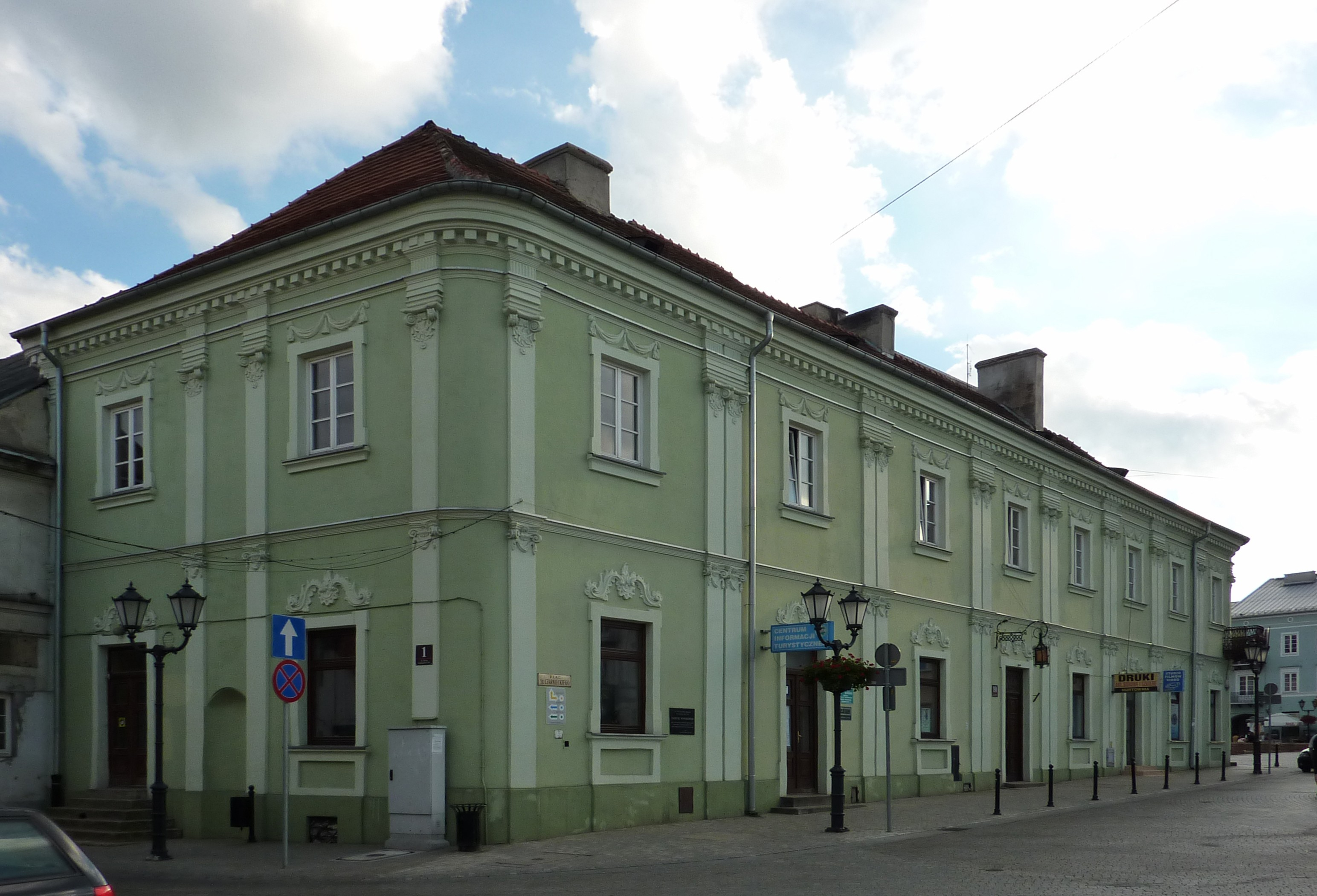
Widok od ul. Farnej
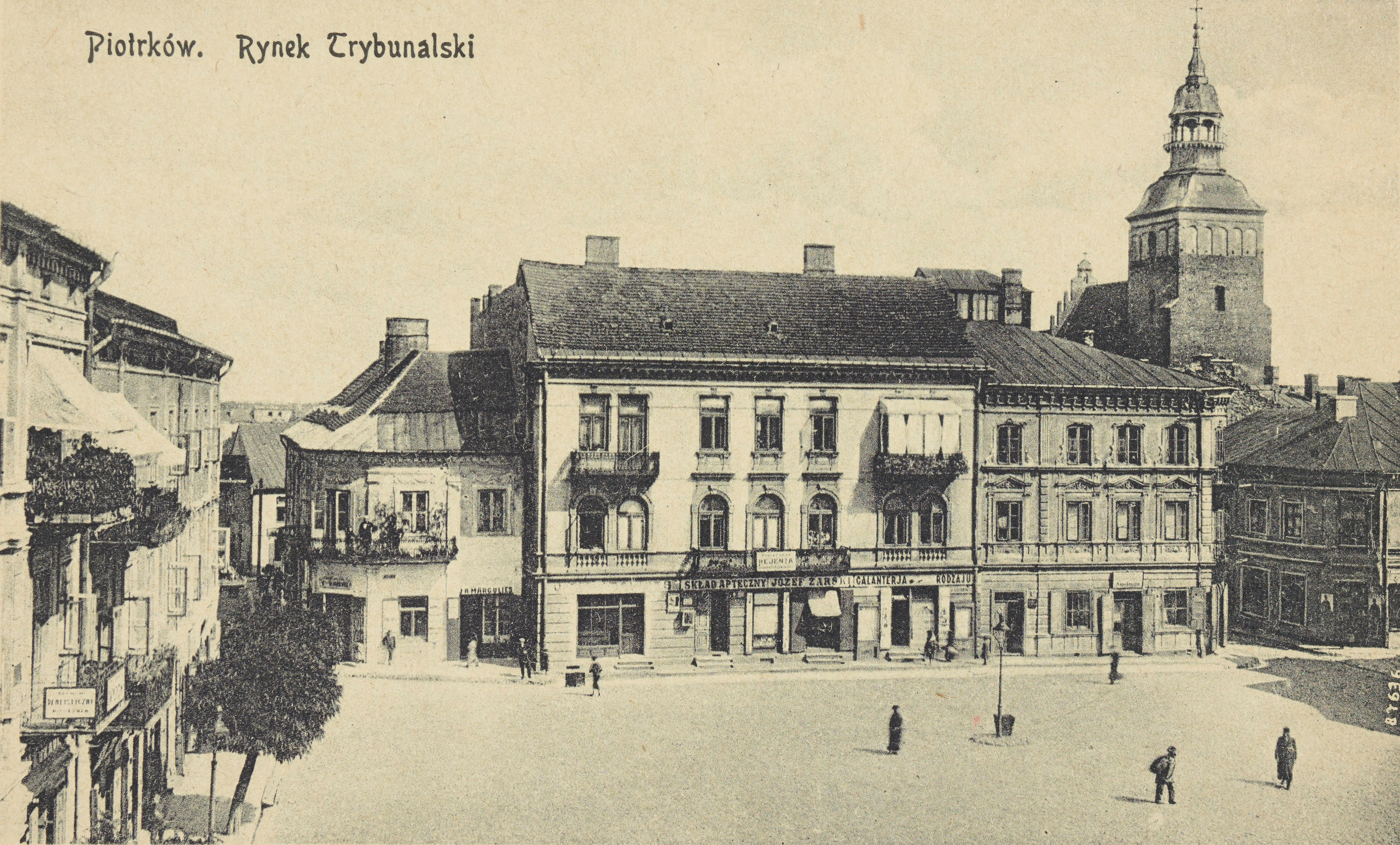
Po prawej boczna fasada kamienicy przy Rynku (1925)